# Leurogyia
Leurogyia là một chi bướm đêm thuộc họ Tortricidae.

## Các loài
- Leurogyia peristictum Common, 1965